# زمین‌لرزه آوریل ۱۹۷۶ چین
زمین‌لرزه چین  در تاریخ ۵ آوریل ۱۹۷۶ میلادی، برابر با ‎۱۶ فروردین ۱۳۵۵، ساعت ۱۶:۵۴:۴۰ به زمان یوتی‌سی در چین رخ داد. ژرفای این زلزله ۷٫۲ کیلومتر بود. بزرگی آن ۵٫۵ در مقیاس Ms اعلام شده‌است. زمین‌لرزه به وقت محلی در روز سه‌شنبه، ساعت ۰ روی داده و منطقه زمانی آن یوتی‌سی +۸ بوده‌است .
سازمان زمین‌شناسی آمریکا نیز رومرکز این زمین‌لرزه را در مختصات ۴۰°۱۳′۰۱″شمالی ۱۱۲°۱۳′۰۸″شرقی / ۴۰٫۲۱۷°شمالی ۱۱۲٫۲۱۹°شرقی و ژرفای آن را در ۲۷ کیلومتر گزارش کرده‌است. بزرگی برگزیدهٔ آن ۵٫۵ در مقیاس Ms بوده‌است. این سازمان، از دید اثر، در میان سه دسته‌بندی «نامحسوس»، «محسوس»، «زیان‌آور» یا «با تلفات»، زلزله را «نامحسوس» اعلام کرده‌است.
شمار کشتگان زلزله حدود ۲۸ نفر بوده‌است.تعداد زخمیان ۸۶۵ نفر برآورده شده‌است.